# Якоб Бьоме
Якоб Бьоме (на немски: Jakob Böhme) е германски философ и християнски мистик, сред най-видните представители на съвременния мистицизъм.

## Биография
Роден е на 24 април 1575 г. в село Алт Зайденберг край град Гьорлиц, Свещена Римска империя (днес село Стари Завидов в Полша). Израства в селско лутеранско семейство и работи като обущар в родния си град, като до 10-годишна възраст не получава никакво образование.
Бьоме чете Библията, немските мистици от XV век, като предпочита такива, които са повлияни от Майстер Екхарт (например Валентин Вайгел), а особен интерес показва към трудовете на Парацелз. Той има мистични преживявания още в детството си. През 1600 г. получава видение, наблюдавайки изключителната красота на слънчев лъч, отразен в оловна чиния. Според него това видение му разкрило духовната структура на света, както и връзката на човек с Бога, доброто и злото. Първоначално той решил да не говори открито за преживяването си, продължава работата си и създава семейство.
Когато през 1610 г. получава и второ видение, той започва да пише първия си трактат „Аврора“ (Aurora или Die Morgenroete im Aufgang). „Аврора“ се разпространява като ръкопис, докато не попада в ръцете на главния пастор на Гьорлиц, който смята, че това е ерес и заплашва Бьоме с отлъчване, ако не спре да пише.
След години мълчание приятели и покровители на Бьоме го убеждават да продължи да пише и разпространяват творбите му в преписи. Първият му печатен труд „Пътят към Христа“ (Weg zu Christo, 1623 г.) предизвиква нов скандал и Бьоме прекарва последните години от живота си в изгнание в Дрезден. За този кратък период Бьоме написва огромен брой трудове, сред които „De Signatura Rerum“ и „Misterium Magnum“.
Умира на 17 ноември 1624 г. в Гьорлиц на 49-годишна възраст.

## Философия

### Космогония
Според космогонията на Бьоме отдалечаването на човечеството от Бога е било необходимо, за да може всички първоначални същности да придобият различие, желание и противоречие. С бунта на Сатаната и разделянето на Ева от Адам, се постига познанието за доброто и злото. Така сътворението достига ново състояние на изкупление и хармония, по-съвършено от първоначалното състояние на невинност. А Бог постига ново самосъзнаване за своето творение, което е едновременно и част от Него и различно от Него. За целта обаче е необходимо съзнателно завръщане на разграничените човешки същества в първата Единност.
Подобно на Парацелз Боьме диференцира две различни светлини – природна и божествена. Съзнанието на хората, ползващо за своите цели природната светлина, увеличава в себе си мрака, като непребиваване в Божествената светлина.

### Понятието Ungrund
Метафизиката на Бьоме разглежда преминаването на небитието към битието. Според Бьоме Ungrund (безначално) е неосъзнато, тъмно небитие, което има основните свойства празнота и необходимост от всичко. Коренът на желание се появява от бездната на нищото, и този корен се стреми към всичко. И така съществува корен на желанието, което припламва като искра, и се стреми от небитието към битието, от мрака към светлината.

## Влиянието на Якоб Бьоме
В произведенията на този уж неук обущар съществуват много сходства с философските теории на немската философия от XIX век. Те са едновременно теологични и алхимични. Той може да бъде считан за предшественик на Барух Спиноза, Фридрих Шелинг и Георг Хегел и има значително влияние върху немската философия и романтиците. Свързан е освен това и със зараждането на класическото розенкройцерство. Хегел го нарича „първия немски философ“.
Бьоме оказва влияние и върху философите на Англия, Джон Милтън, Исак Нютон и Джордж Фокс, основателя на движението на квакерите. От него е повлиян и английският художник и поет Уилям Блейк.
Във Франция става известен благодарение на Луи-Клод дьо Сен-Мартен през XVIII век, друг окултист, който превежда петте негови произведения на френски език.
В Русия Владимир Соловьов е вдъхновен от него, а за Николай Бердяев Бьоме е един от най-значителните християнски гностици.

## За него
- Paola Mayer. Jena Romantism and Its Appropriation of Jacob Boehme: Theosophy, Hagiography, Literature. Montreal, McGill-Queen's University Press, 1999 (McGill-Queen’s Studies in the History of Ideas).
- Cyril O'Regan. Gnostic Apocalypse: Jacob's Boehme's Haunted Narrative. New York, State Univ of New York Press, 2002.
- Brian J. Gibbons. Gender in Mystical and Occult Thought: Behmenism and its Development in England. Cambridge, Cambridge University Press, 2003.
- П. В. Резвых. Яков Бëме, Православная энциклопедия